# Angèle Etoundi Essamba

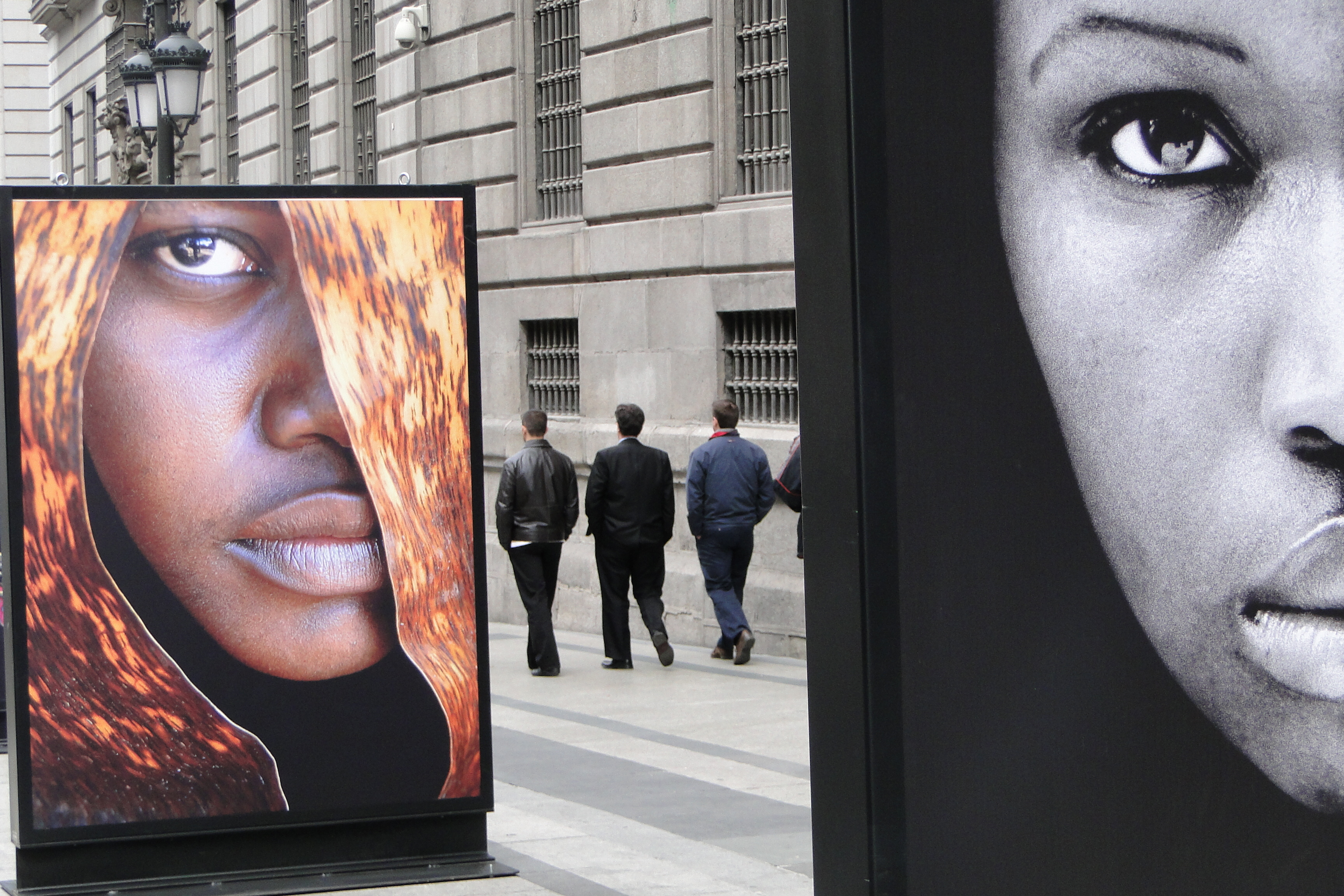
Fotografie umělkyně v ulicích Madridu, 2010

Angèle Etoundi Essamba (* 1962, Douala) je kamerunsko-holandská fotografka. Žije v Amsterdamu.

## Životopis
Angèle Etoundi Essamba se narodila v kamerunském Douala, v matčině rodišti, a vyrostla v Yaoundé, otcově rodném městě. Ve věku 10 let Essamba opustila Kamerun, aby žila se svým otcem, který v té době žil v Paříži. Tam strávila školní docházku a poté odešla do Nizozemska. V Amsterdamu vystudovala Fotografickou akademii. Je holandskou občankou a žije v Amsterdamu.

## Dílo
Angèle Etoundi Essamba porušuje stereotypní zobrazení Afriky jako kontinentu rozervaného hladomorem, epidemiemi a válkami a místo toho oslavuje její kulturní bohatství a rozmanitost. V tradici humanistické fotografie, která se zaměřuje na lidi v jejich každodenním životě, ukazují fotografie autorky silné pouto s hodnotami komunity, solidarity a rovnosti mezi lidmi. Obrací se proti eurocentrickému pohledu na africké ženy.

### Vzory
Rané obrazy masek z roku 1985 odhalují inspiraci u Man Raye a Roberta Mapplethorpa a některé z „drsných a vysoce estetických“ černobílých portrétů existují dodnes.

### Motivy a styl

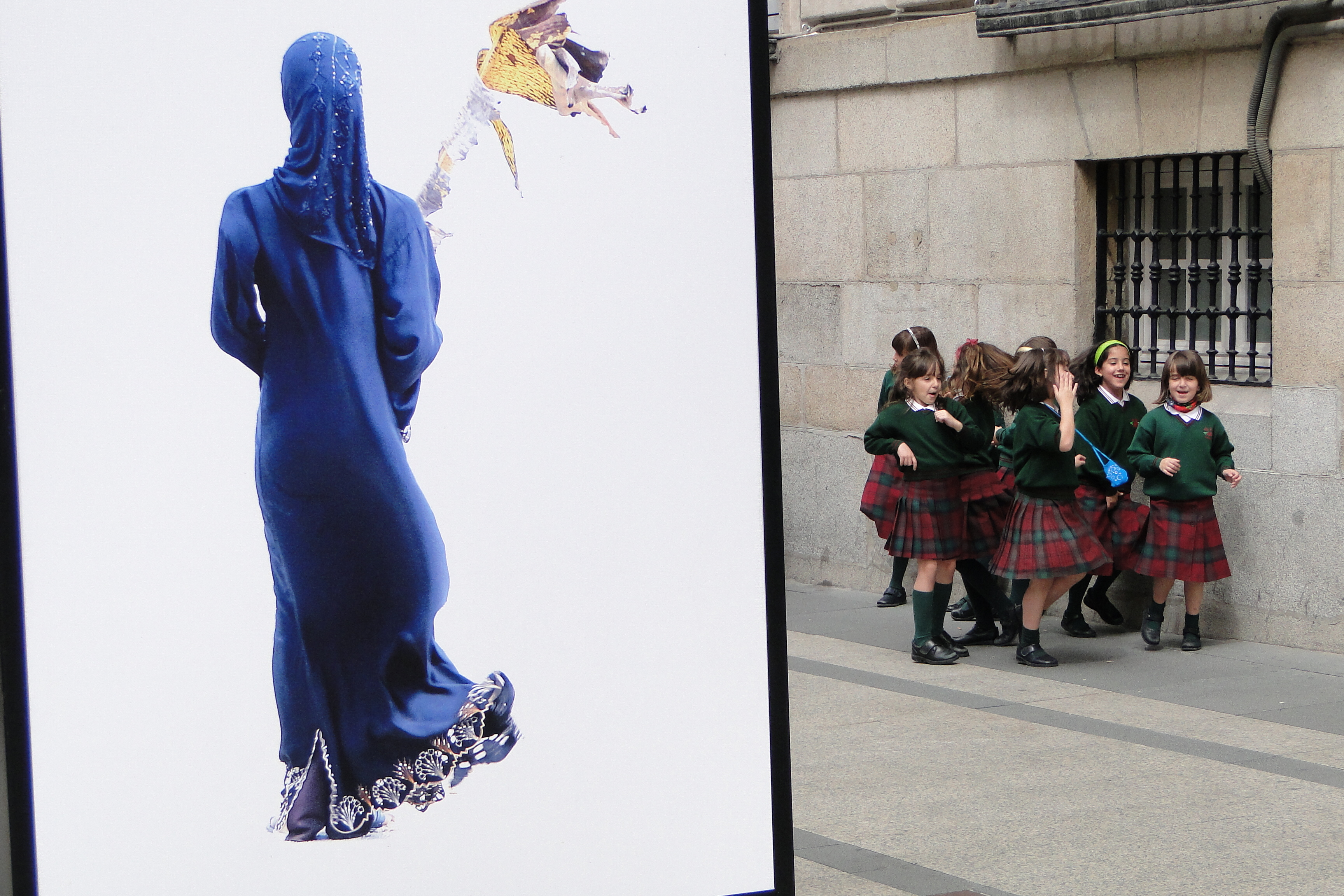
Foto autorky jako součást pouliční scény v Madridu, 2010

Tvorba umělkyně úzce souvisí s jejím vlastním životem, který ji zavedl do různých zemí. Angèle Etoundi Essamba se zaměřuje na portréty černošek, které zpochybňují pojmy identity, jinakosti a kulturních rozdílů, aby vytvořily respekt, porozumění a toleranci. Ve své fotografické práci záměrně omezuje rozsah témat na tři pojmy: hrdost, síla a sebevědomí. S každodenními motivy, ale také s inscenovanými motivy, její práce také ukazuje vztah mezi tradicí a moderností a sociální realitou pracujících žen od Kamerunu po Zanzibar, od Senegalu po Benin. Někdy ne příliš krásné pozadí každodenního života na jejích obrázcích slouží k jejímu rukopisu: „činí lidi o to rozhodnějšími a intenzivněji konfrontovanými s divákem“. Znovu a znovu divák může vidět masky, závoje nebo pokrývky těla na ženách vylíčených Essambou, ale ženy za nimi nezmizí. "Působí jako akcenty s tělem nebo tváří a podporují charisma zobrazené osoby, které divák může vnímat." Takže ženy jasně zviditelňuje. Masky jsou symboly toho, co chcete před světem skrýt a co chcete odhalit."

### Jednotlivé fotografické série (výběr)
Série Calabash zaujímá v práci Essamby velký prostor. Jako symbol pro matku Zemi představují tykev také plodnost a jsou bohatě zdobené, opakovaně opravované a často celoživotní společníky žen. Essamba zobrazuje ženy s půlkami tykev na hlavě jako symbol ochrany a inscenuje je v nejrůznějších podobách, aby mohly vyprávět nové příběhy.
Série Territoires zahrnuje šátky, které byly potištěny různými vzory v jasných barvách. Zde však textilie není zobrazena na portrétech žen, ale slouží k zakrytí vchodových dveří nebo jako opona na tradičních hliněných domcích. Snímky byly pořízeny v roce 2015 v Konžské demokratické republice.

### Technika
Angèle Etoundi Essamba pořizuje digitální fotografie a své snímky upravuje pouze ve výjimečných případech. Přesto její obrázky často vypadají, jako by byly namalovány, „rozvíjejí velkolepost, o které si člověk jinak myslí, že ji zná jen z obrazů“. Masky, látky a tykve často vytvářejí aranžmá jako přirozená, ale velmi živá zátiší. Umělkyně fotografuje černobíle i barevně.

## Výstavy (výběr)
Více než 200 výstav ve více než 100 zemích od roku 1985 svědčí o mezinárodním uznání a velké kreativitě Angèle Etoundi Essamby.
- 2018: Tochter des Lebens. Daughters of Life. Fotografien von Ang le Etoundi Essamba. Muzeum pěti kontinentů, Mnichov
- 2008: Účast na bienále v Dakaru

## Sociální závazek
Nadace Essamba Home založená umělkyní se považuje za mentorku mladých žen v Kamerunu, Jižní Africe a Kolumbii. Na fotografických workshopech a jiných kulturních akcích pořádaných nadací by se ženy měly naučit objevovat jejich umělecký potenciál a posilovat jejich sebeúctu.